# کوه بوتونگ
کوه بوتونگ (به لاتین: Mount Butung) یک کوه در فیلیپین است که در Northern Mindanao واقع شده‌است.